# ناتان دلفونسو
ناتان دلفونسو (انگلیسی: Nathan Delfouneso؛ زادهٔ ۲ فوریهٔ ۱۹۹۱) یک ورزشکار اهل بریتانیا است.
از باشگاه‌هایی که در آن بازی کرده‌است می‌توان به بلکپول، برنلی، استون ویلا، لستر سیتی، بلکپول، باشگاه فوتبال کاونتری سیتی، بلکپول، بلکبرن روورز
و باشگاه فوتبال بریاشاره کرد.
وی همچنین در تیم‌های ملی فوتبال زیر ۱۶ سال انگلستان، زیر ۱۷ سال انگلستان، زیر ۱۹ سال انگلستان و زیر ۲۱ سال انگلستان بازی کرده است.